# Lukin River
Der Lukin River ist ein Fluss in der Region Far North Queensland auf der Kap-York-Halbinsel im Norden des australischen Bundesstaates Queensland.

## Geographie

### Flusslauf
Der Fluss entspringt an den Nordhängen des Mount Ryan, rund 235 Kilometer nordwestlich von Cooktown. Der Lukin River fließt nach Süd-Südwesten und mündet in Strathaven in den Coleman River.

### Nebenflüsse mit Mündungshöhen
Der Fluss hat folgende Nebenflüsse:
- Kirbys Camp Creek – 211 m
- Battery Creek – 187 m
- Bamboo Creek – 166 m
- Fish Creek – 152 m